# Zhaoyuan (Daqing)
Koordinaten: 45° 31′ N, 124° 42′ O

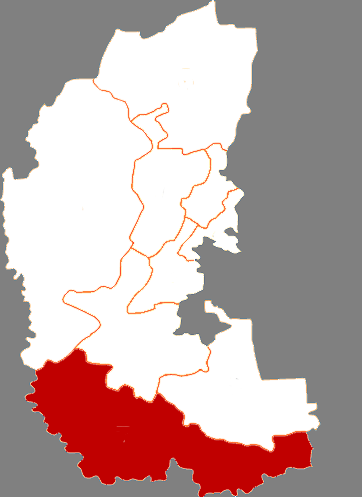
Die Lage des Kreises Zhaoyuan in der Stadt Daqing

Der Kreis Zhaoyuan (chinesisch 肇源县, Pinyin Zhàoyuán Xiàn) ist ein Kreis in der chinesischen Provinz Heilongjiang. Er gehört zum Verwaltungsgebiet der bezirksfreien Stadt Daqing. Zhaoyuan hat eine Fläche von 4.145 km² und zählt 330.340 Einwohner (Stand: Zensus 2020).